# Cine Ideal (Madrid)
El cine Ideal, oficialmente Yelmo Cines Ideal, está situado en Madrid (España), en la calle del Doctor Cortezo número 6, entre las plazas de Jacinto Benavente y Tirso de Molina. Inaugurado el 10 de mayo de 1916, es una de las salas de cine en activo más antiguas de Madrid. Fue diseñado por el arquitecto José Espelíus Anduaga. En 2025 opera con el nombre comercial Yelmo Cines. En sus comienzos tenía una  capacidad para 3000 personas. 

## Historia
Originalmente conocido como Ideal Cinema, es uno de los cines más antiguos con carácter permanente de la capital española. Fue inaugurado el 10 de mayo de 1916. Sin embargo, su aspecto actual apenas recuerda el original. Se levantó en terrenos del Ministerio de Fomento, que hasta la desamortización de Mendizábal había ocupado el convento de los Trinitarios Calzados. El local, proyectado por el arquitecto José Espelius. Todavía no se había inaugurado el vecino teatro Calderón, que lo haría un año más tarde, ni el teatro Fígaro, abierto en 1931.
En 1932 el Ideal se adaptó para realizar representaciones teatrales, especializándose en zarzuelas y espectáculos musicales. 
Según el Anuario del cine español 1955-56, la empresa explotadora era Comunidad de Bienes Lillo-Alemany, y disponía de un aforo de 1.745 localidades. Funcionaba con cine de reestreno y en sesión continua.
En las últimas décadas del siglo XX fue derivando hacia la ruina. En los años 80 intentó recuperar público especializándose en el género de terror: llegó a llamarse El palacio del terror y estaba centrado en cine de terror, fantástico y de ciencia ficción. Acogió festivales como el mítico Imagfic, el Festival de Cine Imaginario de Madrid, en competencia con Sitges y Avoriaz.
En 1990 fue adquirido por la empresa Yelmo Cines, la cual lo reformó totalmente para transformarlo en un complejo de ocho minisalas (más una novena abierta en 1996), especializadas en la versión original. En octubre de 2017 reabrió después de seis meses cerrado para efectuar reformas, entre ellas las pantallas y el sistema de sonido.

## Características

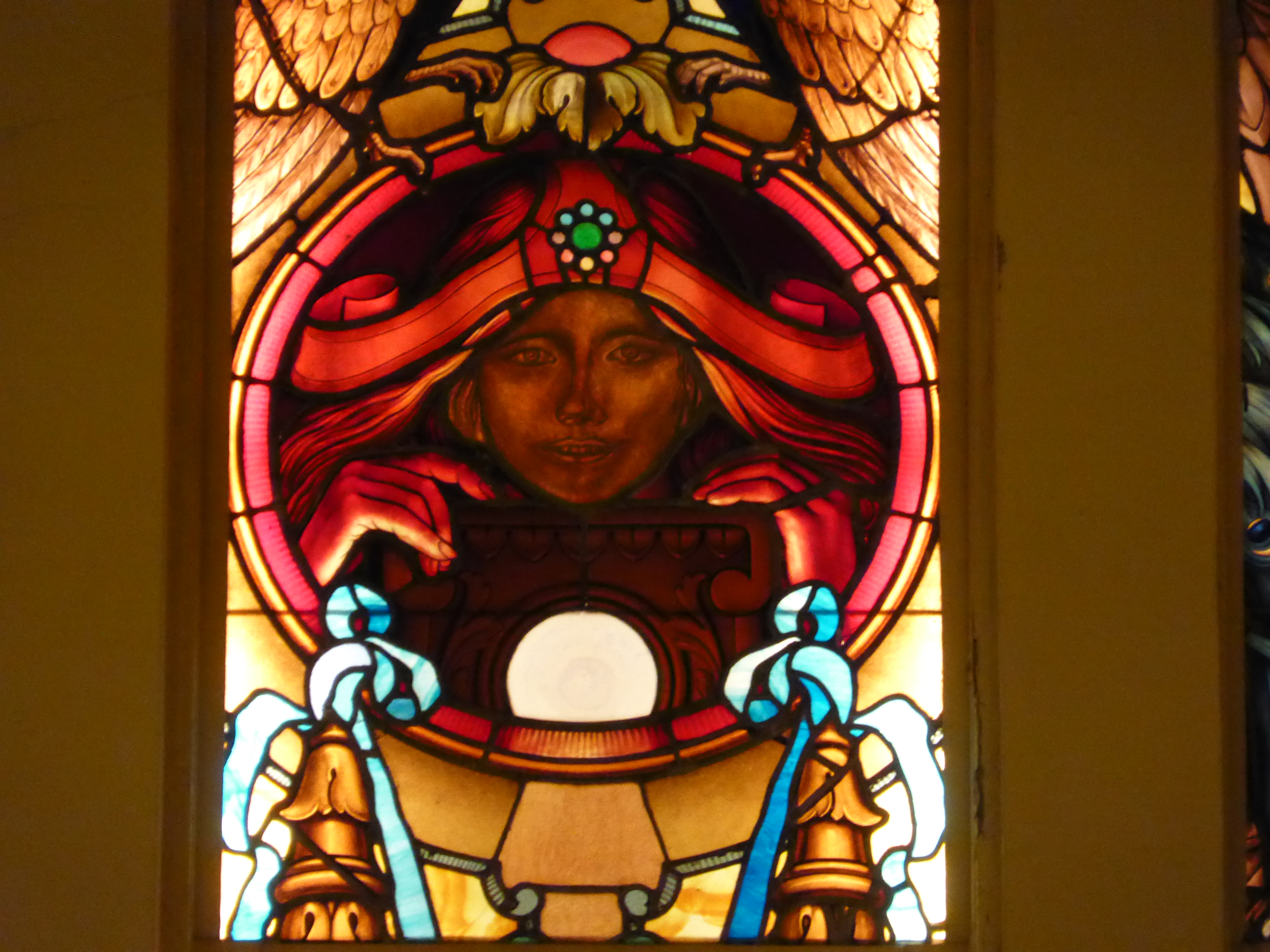
Alegoría del cine. Vidriera policromada, modernista.

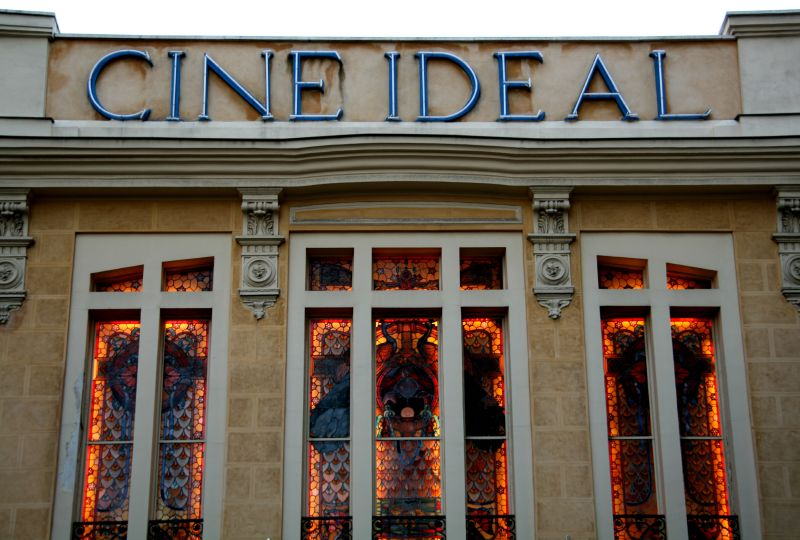
Vidrieras de la fachada.

Conserva unas hermosas vidrieras, restauradas en 2002, atribuidas a la factoría de Maumejean, de clara inspiración modernista. Se trata de una alegoría del cine, en forma de una persona misteriosa que apoya su cara en un proyector encendido, flanqueada por pavos reales y guirnaldas.